# Antennaria (kevers)
Antennaria is een geslacht van kevers uit de familie van de loopkevers (Carabidae). De wetenschappelijke naam van het geslacht is voor het eerst geldig gepubliceerd in 1883 door Dokhtouroff.

## Soorten
Het geslacht Antennaria omvat de volgende soorten:
- Antennaria crassicornis Macleay, 1888
- Antennaria doddi Sloane, 1905
- Antennaria ioscelis Hope, 1841
- Antennaria sparsimpilosa Horn, 1913